# Repêchage d'entrée dans la LNH 2010
2009 2011
Le repêchage d'entrée dans la LNH 2010 est le 48e repêchage d'entrée de l'histoire de la Ligue nationale de hockey (LNH). Il se déroule au Staples Center, à Los Angeles (Californie), les 25 et 26 juin 2010. Il s'agit du premier repêchage tenu par les Kings de Los Angeles depuis leur arrivée dans la LNH.
L'ordre de sélection pour les 14 premiers choix a été décidé par une loterie qui a eu lieu le 13 avril. Les Oilers d'Edmonton ont remporté ce tirage qui lui permettent de choisir en premier.

## Meilleurs espoirs
| Rang | En Amérique du Nord | En Europe                |
| ---- | ------------------- | ------------------------ |
| 1    | Tyler Seguin (C)    | Mikael Granlund (A)      |
| 2    | Taylor Hall (C)     | Vladimir Tarassenko (AD) |
| 3    | Brett Connolly (AD) | Ievgueni Kouznetsov (C)  |
| 4    | Erik Gudbranson (D) | Calle Järnkrok (C)       |
| 5    | Cam Fowler (D)      | Ludvig Rensfeldt (AG)    |
| 6    | Brandon Gormley (D) | Maksim Kitsyne (AD)      |
| 7    | Mark Pysyk (D)      | Oscar Lindberg (C)       |
| 8    | Emerson Etem (AD)   | Tom Kühnhackl (AD)       |
| 9    | Derek Forbort (D)   | Adam Pettersson (C)      |
| 10   | Ryan Johansen (C)   | Martin Marincin (D)      |

| Rang | En Amérique du Nord | En Europe                  |
| ---- | ------------------- | -------------------------- |
| 1    | Calvin Pickard      | Sami Aittokallio           |
| 2    | Jack Campbell       | Fredrik Pettersson-Wentzel |
| 3    | Kent Simpson        | Benjamin Conz              |

## Le repêchage

### 1ertour
| Rang | Joueur                | Position | Nationalité       | Équipe LNH                                     | Repêché de                                       |
| ---- | --------------------- | -------- | ----------------- | ---------------------------------------------- | ------------------------------------------------ |
| 1    | Taylor Hall           | C        | Canada            | Oilers d'Edmonton                              | Spitfires de Windsor (LHO)                       |
| 2    | Tyler Seguin          | C        | Canada            | Bruins de Boston (↔ Toronto)                   | Whalers de Plymouth (LHO)                        |
| 3    | Erik Gudbranson       | D        | Canada            | Panthers de la Floride                         | Frontenacs de Kingston (LHO)                     |
| 4    | Ryan Johansen         | C        | Canada            | Blue Jackets de Columbus                       | Winter Hawks de Portland (LHOu)                  |
| 5    | Nino Niederreiter     | AD       | Suisse            | Islanders de New York                          | Winter Hawks de Portland (LHOu)                  |
| 6    | Brett Connolly        | AD       | Canada            | Lightning de Tampa Bay                         | Cougars de Prince George (LHOu)                  |
| 7    | Jeff Skinner          | C        | Canada            | Hurricanes de la Caroline                      | Rangers de Kitchener (LHO)                       |
| 8    | Aleksandr Bourmistrov | C        | Russie            | Thrashers d'Atlanta                            | Colts de Barrie (LHO)                            |
| 9    | Mikael Granlund       | C/A      | Finlande          | Wild du Minnesota                              | HIFK (SM-Liiga)                                  |
| 10   | Dylan McIlrath        | D        | Canada            | Rangers de New York                            | Warriors de Moose Jaw (LHOu)                     |
| 11   | Jack Campbell         | G        | États-Unis        | Stars de Dallas                                | Équipe des États-Unis des moins de 18 ans (USHL) |
| 12   | Cam Fowler            | D        | Canada États-Unis | Ducks d'Anaheim                                | Spitfires de Windsor (LHO)                       |
| 13   | Brandon Gormley       | D        | Canada            | Coyotes de Phoenix (↔ Calgary)                 | Wildcats de Moncton (LHJMQ)                      |
| 14   | Jaden Schwartz        | C        | Canada            | Blues de Saint-Louis                           | Storm de Tri-City (USHL)                         |
| 15   | Derek Forbort         | D        | États-Unis        | Kings de Los Angeles (↔ Floride → Boston)      | Équipe des États-Unis des moins de 18 ans (USHL) |
| 16   | Vladimir Tarassenko   | AD       | Russie            | Blues de Saint-Louis (↔ Ottawa)                | Sibir Novossibirsk (KHL)                         |
| 17   | Joey Hishon           | C        | Canada            | Avalanche du Colorado                          | Attack d'Owen Sound (LHO)                        |
| 18   | Austin Watson         | AG       | États-Unis        | Predators de Nashville                         | Petes de Peterborough (LHO)                      |
| 19   | Nick Bjugstad         | C        | États-Unis        | Panthers de la Floride (↔ Los Angeles)         | École secondaire de Blaine (USHS)                |
| 20   | Beau Bennett          | AD       | États-Unis        | Penguins de Pittsburgh                         | Vees de Penticton (LHCB)                         |
| 21   | Riley Sheahan         | C        | Canada            | Red Wings de Détroit                           | Fighting Irish de Notre Dame (NCAA)              |
| 22   | Jarred Tinordi        | D        | États-Unis        | Canadiens de Montréal (↔ Phoenix)              | Équipe des États-Unis des moins de 18 ans (USHL) |
| 23   | Mark Pysyk            | D        | Canada            | Sabres de Buffalo                              | Oil Kings d'Edmonton (LHOu)                      |
| 24   | Kevin Hayes           | AD       | États-Unis        | Blackhawks de Chicago (↔ Atlanta → New Jersey) | École secondaire de Noble (USHS)                 |
| 25   | Quinton Howden        | C        | Canada            | Panthers de la Floride (↔ Vancouver)           | Warriors de Moose Jaw (LHOu)                     |
| 26   | Ievgueni Kouznetsov   | C        | Russie            | Capitals de Washington                         | Traktor Tcheliabinsk (KHL)                       |
| 27   | Mark Visentin         | G        | Canada            | Coyotes de Phoenix (↔ Montréal)                | IceDogs de Niagara (LHO)                         |
| 28   | Charlie Coyle         | AD/C     | États-Unis        | Sharks de San José                             | École secondaire de South Shore (EJHL)           |
| 29   | Emerson Etem          | AD       | États-Unis        | Ducks d'Anaheim (↔ Philadelphie)               | Tigers de Medicine Hat (LHOu)                    |
| 30   | Brock Nelson          | C        | États-Unis        | Islanders de New York (↔ Chicago)              | École secondaire de Warroad (USHS)               |

### 2etour
| Rang | Joueur              | Position | Nationalité        | Équipe LNH                                                 | Repêché de                                       |
| ---- | ------------------- | -------- | ------------------ | ---------------------------------------------------------- | ------------------------------------------------ |
| 31   | Tyler Pitlick       | C        | États-Unis         | Oilers d'Edmonton                                          | Golden Gophers du Minnesota (WCHA)               |
| 32   | Jared Knight        | C        | États-Unis         | Bruins de Boston (↔ Toronto)                               | Knights de London (LHO)                          |
| 33   | John McFarland      | AG       | Canada             | Panthers de la Floride                                     | Wolves de Sudbury (LHO)                          |
| 34   | Dalton Smith        | AG       | Canada             | Blue Jackets de Columbus                                   | 67 d'Ottawa (LHO)                                |
| 35   | Ludvig Rensfeldt    | AG       | Suède              | Blackhawks de Chicago (↔ Islanders)                        | Brynäs IF (Elitserien)                           |
| 36   | Alex Petrovic       | D        | Canada             | Panthers de la Floride (↔ Tampa Bay)                       | Rebels de Red Deer (LHOu)                        |
| 37   | Justin Faulk        | D        | États-Unis         | Hurricanes de la Caroline                                  | Équipe des États-Unis des moins de 18 ans (USHL) |
| 38   | Jon Merrill         | D        | États-Unis         | Devils du New Jersey (↔ Atlanta)                           | Équipe des États-Unis des moins de 18 ans (USHL) |
| 39   | Brett Bulmer        | AD       | Canada             | Wild du Minnesota                                          | Rockets de Kelowna (LHOu)                        |
| 40   | Christian Thomas    | AD       | Canada             | Rangers de New York                                        | Generals d'Oshawa (LHO)                          |
| 41   | Patrik Nemeth       | D        | Suède              | Stars de Dallas                                            | AIK IF (Elitserien)                              |
| 42   | Devante Smith-Pelly | AD       | Canada             | Ducks d'Anaheim                                            | St. Michael's Majors de Mississauga (LHO)        |
| 43   | Brad Ross           | AG       | Canada             | Maple Leafs de Toronto (↔ Chicago → Calgary)               | Winter Hawks de Portland (LHOu)                  |
| 44   | Sebastian Wannstrom | AD       | Suède              | Blues de Saint-Louis                                       | Brynäs IF (Elitserien)                           |
| 45   | Ryan Spooner        | C        | Canada             | Bruins de Boston                                           | Petes de Peterborough (LHO)                      |
| 46   | Martin Marincin     | D        | Slovaquie          | Oilers d'Edmonton (↔ Caroline → Ottawa)                    | Équipe nationale de la Slovaquie moins de 20 ans |
| 47   | Tyler Toffoli       | C        | Canada             | Kings de Los Angeles (↔ Colorado)                          | 67 d'Ottawa (LHO)                                |
| 48   | Curtis Hamilton     | AG       | Canada             | Oilers d'Edmonton (↔ Nashville)                            | Blades de Saskatoon (LHOu)                       |
| 49   | Calvin Pickard      | G        | Canada             | Avalanche du Colorado (↔ Los Angeles)                      | Thunderbirds de Seattle (LHOu)                   |
| 50   | Connor Brickley     | C        | États-Unis         | Panthers de la Floride (↔ Pittsburgh)                      | Buccaneers de Des Moines (USHL)                  |
| 51   | Calle Järnkrok      | C        | Suède              | Red Wings de Détroit                                       | Brynäs IF (Elitserien)                           |
| 52   | Philip Lane         | AD       | États-Unis         | Coyotes de Phoenix                                         | Battalion de Brampton (LHO)                      |
| 53   | Mark Alt            | D        | États-Unis         | Hurricanes de la Caroline (↔ Buffalo → San José)           | École secondaire de Cretin-Derham (UHSH)         |
| 54   | Justin Holl         | D        | États-Unis         | Blackhawks de Chicago (↔ Atlanta → New Jersey)             | École secondaire de Minnetonka (USHS)            |
| 55   | Petr Straka         | AD       | République tchèque | Blue Jackets de Columbus (↔ Vancouver → Buffalo)           | Océanic de Rimouski (LHJMQ)                      |
| 56   | Johan Larsson       | AG       | Suède              | Wild du Minnesota (↔ Washington)                           | Brynäs IF (Elitserien)                           |
| 57   | Oscar Lindberg      | C        | Suède              | Coyotes de Phoenix (↔ Montréal)                            | Skellefteå AIK (Elitserien)                      |
| 58   | Kent Simpson        | G        | Canada             | Blackhawks de Chicago (↔ Islanders → San José)             | Silvertips d'Everett (LHOu)                      |
| 59   | Jason Zucker        | AG       | États-Unis         | Wild du Minnesota (↔ Floride → Los Angeles → Philadelphie) | Équipe des États-Unis des moins de 18 ans (USHL) |
| 60   | Stephen Johns       | D        | États-Unis         | Blackhawks de Chicago                                      | Équipe des États-Unis des moins de 18 ans (USHL) |

### 3etour
| Rang | Joueur                | Position | Nationalité        | Équipe LNH                              | Repêché de                                       |
| ---- | --------------------- | -------- | ------------------ | --------------------------------------- | ------------------------------------------------ |
| 61   | Ryan Martindale       | C        | Canada             | Oilers d'Edmonton                       | 67 d'Ottawa (LHO)                                |
| 62   | Greg McKegg           | C        | Canada             | Maple Leafs de Toronto                  | Blades d'Érié (LHO)                              |
| 63   | Brock Beukeboom       | D        | Canada             | Lightning de Tampa Bay (↔ Floride)      | Greyhounds de Sault Ste. Marie (LHO)             |
| 64   | Maxwell Reinhart      | C        | Canada             | Flames de Calgary (↔ Columbus)          | Ice de Kootenay (LHOu)                           |
| 65   | Kirill Kabanov        | AG       | Russie             | Islanders de New York                   | Wildcats de Moncton (LHJMQ)                      |
| 66   | Radko Gudas           | D        | République tchèque | Lightning de Tampa Bay                  | Silvertips d'Everett (LHOu)                      |
| 67   | Danny Biega           | D        | Canada             | Hurricanes de la Caroline               | Crimson d'Harvard (ECAC)                         |
| 68   | Jérôme Gauthier-Leduc | D        | Canada             | Sabres de Buffalo (↔ Atlanta)           | Huskies de Rouyn-Noranda (LHJMQ)                 |
| 69   | Joe Basaraba          | AD       | Canada             | Wild du Minnesota                       | École secondaire de Shattuck-St. Mary's (USHS)   |
| 70   | Jordan Weal           | C        | Canada             | Kings de Los Angeles (↔ NYRangers)      | Pats de Regina (LHOu)                            |
| 71   | Michaël Bournival     | AG       | Canada             | Avalanche du Colorado (↔ Dallas)        | Cataractes de Shawinigan (LHJMQ)                 |
| 72   | Adam Janosik          | D        | Slovaquie          | Lightning de Tampa Bay (↔ Anaheim)      | Olympiques de Gatineau (LHJMQ)                   |
| 73   | Joey Leach            | D        | Canada             | Flames de Calgary                       | Ice de Kootenay (LHOu)                           |
| 74   | Max Gardiner          | C        | États-Unis         | Blues de Saint-Louis                    | École secondaire de Minnetonka (USHS)            |
| 75   | Kevin Sundher         | C        | Canada             | Sabres de Buffalo (↔ Boston)            | Bruins de Chilliwack (LHOu)                      |
| 76   | Jakub Culek           | AG       | République tchèque | Sénateurs d'Ottawa                      | Océanic de Rimouski (LHJMQ)                      |
| 77   | Alexander Guptill     | AG       | Canada             | Stars de Dallas(↔ Colorado)             | Orangeville (CCHL)                               |
| 78   | Taylor Aronson        | D        | États-Unis         | Predators de Nashville                  | Winter Hawks de Portland (LHOu)                  |
| 79   | Sondre Olden          | A        | Norvège            | Maple Leafs de Toronto(↔ Los Angeles)   | MODO Hockey (Elitserien)                         |
| 80   | Bryan Rust            | AD       | États-Unis         | Penguins de Pittsburgh                  | Équipe des États-Unis des moins de 18 ans (USHL) |
| 81   | Louis-Marc Aubry      | C        | Canada             | Red Wings de Détroit                    | Club de hockey junior de Montréal (LHJMQ)        |
| 82   | Jason Clark           | AG/C     | États-Unis         | Islanders de New York (↔ Phoenix)       | École secondaire de Shattuck-St. Mary's (USHS)   |
| 83   | Matt MacKenzie        | D        | Canada             | Sabres de Buffalo                       | Hitmen de Calgary (LHOu)                         |
| 84   | Scott Wedgewood       | G        | Canada             | Devils du New Jersey                    | Whalers de Plymouth (LHO)                        |
| 85   | Austin Levi           | D        | États-Unis         | Hurricanes de la Caroline (↔ Vancouver) | Whalers de Plymouth (LHO)                        |
| 86   | Stanislav Galiev      | AD       | Russie             | Capitals de Washington                  | Sea Dogs de Saint John (LHJMQ)                   |
| 87   | Julian Melchiori      | D        | Canada             | Thrashers d'Atlanta (↔Montréal)         | Hurricanes de Newmarket (CCHL)                   |
| 88   | Max Gaede             | AD       | États-Unis         | Sharks de San José                      | École secondaire de Woodbury (USHS)              |
| 89   | Michael Chaput        | C        | Canada             | Flyers de Philadelphie                  | Maineiacs de Lewiston (LHJMQ)                    |
| 90   | Joakim Nordström      | C        | Suède              | Blackhawks de Chicago                   | AIK IF (Elitserien)                              |

### 4etour
| Rang | Joueur                    | Position | Nationalité | Équipe LNH                                                | Repêché de                                       |
| ---- | ------------------------- | -------- | ----------- | --------------------------------------------------------- | ------------------------------------------------ |
| 91   | Jérémie Blain             | D        | Canada      | Oilers d'Edmonton                                         | Titan d'Acadie-Bathurst (LHJMQ)                  |
| 92   | Sam Brittain              | G        | Canada      | Panthers de la Floride (↔ Toronto)                        | Eagles de Canmore (LHJA)                         |
| 93   | Benjamin Gallacher        | D        | Canada      | Panthers de la Floride                                    | Kodiaks de Camrose (LHJA)                        |
| 94   | Brandon Archibald         | D        | États-Unis  | Blue Jackets de Columbus                                  | Greyhounds de Sault Ste. Maire (LHO)             |
| 95   | Stephen Silas             | D        | Canada      | Avalanche du Colorado (↔NYIslanders)                      | Bulls de Belleville (LHO)                        |
| 96   | Geoffrey Schemitsch       | D        | Canada      | Lightning de Tampa Bay                                    | Attacks d'Owen Sound (LHO)                       |
| 97   | Craig Cunningham          | AG       | Canada      | Bruins de Boston (↔ Caroline)                             | Giants de Vancouver (LHOu)                       |
| 98   | Steven Shipley            | C        | Canada      | Sabres de Buffalo (↔ Atlanta)                             | Attacks d'Owen Sound (LHO)                       |
| 99   | Joonas Donskoi            | AD       | Finlande    | Wild du Minnesota                                         | Kärpät Oulu (SM-Liiga)                           |
| 100  | Andrew Yogan              | AG/C     | États-Unis  | Rangers de New York                                       | Blades d'Érié (LHO)                              |
| 101  | Ivan Teleguine            | AG       | Russie      | Thrashers d'Atlanta (↔ Dallas)                            | Spirit de Saginaw (LHO)                          |
| 102  | Mathieu Corbeil-Thériault | G        | Canada      | Blue Jackets de Columbus (↔ Anaheim)                      | Mooseheads d'Halifax (LHJMQ)                     |
| 103  | John Ramage               | D        | Canada      | Flames de Calgary                                         | Badgers du Wisconsin (WCHA)                      |
| 104  | Jani Hakanpaa             | D        | Finlande    | Blues de Saint-Louis                                      | Kiekko-Vantaa (Mesti)                            |
| 105  | Justin Shugg              | AG       | Canada      | Hurricanes de la Caroline (↔ Boston)                      | Spitfires de Windsor (LHO)                       |
| 106  | Markus Sorensen           | AD       | Suède       | Sénateurs d'Ottawa                                        | Södertälje SK (Elitserien)                       |
| 107  | Sami Aittokallio          | G        | Finlande    | Avalanche du Colorado                                     | Ilves Tampere (SM-Liiga)                         |
| 108  | Bill Arnold               | C        | États-Unis  | Flames de Calgary (↔ Nashville)                           | Équipe des États-Unis des moins de 18 ans (USHL) |
| 109  | Alex Theriau              | D        | Canada      | Stars de Dallas (↔ Los Angeles)                           | Silvertips d'Everett (LHOu)                      |
| 110  | Tom Kühnhackl             | AD       | Allemagne   | Penguins de Pittsburgh                                    | Landshut Cannibals (Bundesliga)                  |
| 111  | Teemu Pulkkinen           | AG       | Finlande    | Red Wings de Détroit                                      | Jokerit Helsinki (SM-Liiga)                      |
| 112  | Philipp Grubauer          | G        | Allemagne   | Capitals de Washington (↔Maple Leafs de Toronto↔ Phoenix) | Spitfires de Windsor (LHO)                       |
| 113  | Mark MacMillan            | A        | Canada      | Canadiens de Montréal (↔ Phoenix → Buffalo)               | Bulldogs d'Alberni Valley (LHCB)                 |
| 114  | Joe Faust                 | D        | États-Unis  | Devils du New Jersey                                      | École secondaire de Bloomington-Jefferson (USHS) |
| 115  | Patrick McNally           | D        | États-Unis  | Canucks de Vancouver                                      | Académie Milton (USHS)                           |
| 116  | Petter Granberg           | D        | Suède       | Capitals de Washington                                    | Skellefteå AIK (Elitserien)                      |
| 117  | Morgan Ellis              | D        | Canada      | Canadiens de Montréal                                     | Screaming Eagles du Cap-Breton (LHJMQ)           |
| 118  | James Mullin              | C/AD     | États-Unis  | Lightning de Tampa Bay (↔ San José)                       | École secondaire de Shattuck-St. Mary's (USHS)   |
| 119  | Tye McGinn                | AG       | Canada      | Flyers de Philadelphie                                    | Olympiques de Gatineau (LHJMQ)                   |
| 120  | Rob Flick                 | C        | Canada      | Blackhawks de Chicago                                     | St. Michael's Majors de Mississauga (LHO)        |

### 5etour
| Rang | Joueur                      | Position | Nationalité        | Équipe LNH                                  | Repêché de                                       |
| ---- | --------------------------- | -------- | ------------------ | ------------------------------------------- | ------------------------------------------------ |
| 121  | Tyler Bunz                  | G        | Canada             | Oilers d'Edmonton                           | Tigers de Medicine Hat (LHOu)                    |
| 122  | Chris Wagner                | AD       | États-Unis         | Ducks d'Anaheim (↔ Toronto)                 | École secondaire de South Shore (EJHL)           |
| 123  | Zach Hyman                  | C        | Canada             | Panthers de la Floride                      | Hamilton (CCHL)                                  |
| 124  | Austin Madaisky             | D        | Canada             | Blue Jackets de Columbus                    | Blazers de Kamloops (LHOu)                       |
| 125  | Tony DeHart                 | D        | États-Unis         | Islanders de New York                       | Generals d'Oshawa (LHO)                          |
| 126  | Patrick Cehlin              | AD       | Suède              | Predators de Nashville (↔ Tampa Bay)        | Djurgårdens IF (Elitserien)                      |
| 127  | Cody Ferriero               | C        | États-Unis         | Sharks de San José (↔ Caroline)             | Académie Gouvernor                               |
| 128  | Frederik Pettersson-Wentzel | G        | Suède              | Thrashers d'Atlanta                         | Almtuna IS (Allvenskan)                          |
| 129  | Freddie Hamilton            | C        | Canada             | Sharks de San José(↔ Minnesota)             | IceDogs de Niagara (LHO)                         |
| 130  | Jason Wilson                | AG       | Canada             | Rangers de New York                         | Attack d'Owen Sound (LHO)                        |
| 131  | John Klingberg              | D        | Suède              | Stars de Dallas                             | Frölunda HC (Elitserien)                         |
| 132  | Tim Heed                    | D        | Suède              | Ducks d'Anaheim                             | Södertälje SK (Elitserien)                       |
| 133  | Michael Ferland             | AG       | Canada             | Flames de Calgary                           | Wheat Kings de Brandon (LHOu)                    |
| 134  | Cody Beach                  | AD       | Canada             | Blues de Saint-Louis                        | Hitmen de Ccalgary (LHOu)                        |
| 135  | Justin Florek               | AG       | États-Unis         | Bruins de Boston                            | Wildcats de Northern Michigan (CCHA)             |
| 136  | Isaac Macleod               | D        | Canada             | Sharks de San José (↔ Ottawa)               | Vees de Penticton (LHCB)                         |
| 137  | Troy Rutkowski              | D        | Canada             | Avalanche du Colorado                       | Winter Hawks de Portland (LHOu)                  |
| 138  | Louis Domingue              | G        | Canada             | Coyotes de Phoenix (↔ Nashville → Caroline) | Remparts de Québec (LHJMQ)                       |
| 139  | Luke Walker                 | AD       | Canada             | Kings de Los Angeles                        | Winter Hawks de Portland (LHOu)                  |
| 140  | Kenneth Agostino            | AG       | États-Unis         | Penguins de Pittsburgh                      | École secondaire de Delbarton (USHS)             |
| 141  | Petr Mrazek                 | G        | République tchèque | Red Wings de Détroit                        | 67 d'Ottawa (LHO)                                |
| 142  | Caleb Herbert               | C        | États-Unis         | Capitals de Washington (↔ Phoenix)          | École secondaire de Bloomington-Jefferson (USHS) |
| 143  | Gregg Sutch                 | AD       | Canada             | Sabres de Buffalo                           | St. Michael's Majors de Mississauga (LHO)        |
| 144  | Sam Carrick                 | C        | Canada             | Maple Leafs de Toronto (↔ New Jersey)       | Battalion de Brampton (LHO)                      |
| 145  | Adam Polasek                | D        | République tchèque | Canucks de Vancouver                        | Rocket de l'Île-du-Prince-Édouard (LHJMQ)        |
| 146  | Daniel Brodin               | AG       | Suède              | Maple Leafs de Toronto (↔ Washington)       | Djurgårdens IF (Elitserien)                      |
| 147  | Brendan Gallagher           | AD       | Canada             | Canadiens de Montréal                       | Giants de Vancouver (LHOu)                       |
| 148  | Kevin Gravel                | D        | États-Unis         | Kings de Los Angeles (↔ San José)           | Musketeers de Sioux City (USHL)                  |
| 149  | Michael Parks               | AD       | États-Unis         | Flyers de Philadelphie                      | RoughRiders de Cedar Rapids (USHL)               |
| 150  | Yasin Cisse                 | AD       | Canada             | Thrashers d'Atlanta (↔ Chicago)             | Buccaneers de Des Moines (USHL)                  |

### 6etour
| Rang | Joueur              | Position | Nationalité | Équipe LNH                              | Repêché de                                   |
| ---- | ------------------- | -------- | ----------- | --------------------------------------- | -------------------------------------------- |
| 151  | Mirko Hoefflin      | C        | Allemagne   | Blackhawks de Chicago (↔ Edmonton)      | Adler Mannheim (DEL)                         |
| 152  | Joe Rogalski        | D        | États-Unis  | Penguins de Pittsburgh (↔ Toronto)      | Sting de Sarnia (LHO)                        |
| 153  | Corey Durocher      | AG       | Canada      | Panthers de la Floride                  | Frontenacs de Kingston (LHO)                 |
| 154  | Dalton Prout        | D        | Canada      | Blue Jackets de Columbus                | Colts de Barrie (LHO)                        |
| 155  | Kendall McFaull     | D        | Canada      | Thrashers d'Atlanta (↔ NYIslanders)     | Warriors de Moose Jaw (LHOu)                 |
| 156  | Brendan O'Donnell   | C        | Canada      | Lightning de Tampa Bay                  | Blues de Winnipeg South (LHJM)               |
| 157  | Jesper Fasth        | AD       | Suède       | Rangers de New York (↔ Caroline)        | HV 71 (Elitserien)                           |
| 158  | Maksim Kitsyne      | AG       | Russie      | Kings de Los Angeles (↔ Atlanta)        | Metallourg Novokouznetsk (KHL)               |
| 159  | Johan Gustafsson    | G        | Suède       | Wild du Minnesota                       | Färjestads BK (Elitserien)                   |
| 160  | Tanner Lane         | C        | États-Unis  | Thrashers d'Atlanta (↔ NYRangers)       | École secondaire de Detroit Lake (USHS)      |
| 161  | Andreas Dahlström   | A        | Suède       | Ducks d'Anaheim (↔ Dallas)              | AIK IF (Elitserien)                          |
| 162  | Brandon Davidson    | D        | Canada      | Oilers d'Edmonton (↔ Anaheim)           | Pats de Regina (LHOu)                        |
| 163  | Konrad Abeltshauser | D        | Allemagne   | Sharks de San José (↔ Calgary)          | Mooseheads d'Halifax (LHJMQ)                 |
| 164  | Stephen MacAulay    | AG       | Canada      | Blues de Saint-Louis                    | Sea Dogs de Saint John (LHJMQ)               |
| 165  | Zane Gothberg       | G        | États-Unis  | Bruins de Boston                        | École secondaire de Thief River Falls (USHS) |
| 166  | Drew Czerwonka      | AG       | Canada      | Oilers d'Edmonton (↔ Ottawa)            | Ice de Kootenay (LHOu)                       |
| 167  | Tyler Stahl         | D        | Canada      | Hurricanes de la Caroline (↔ Colorado)  | Bruins de Chilliwack (LHOu)                  |
| 168  | Anthony Bitetto     | D        | États-Unis  | Predators de Nashville                  | Ice d'Indiana (USHL)                         |
| 169  | Sebastian Owuya     | D        | Suède       | Thrashers d'Atlanta (↔ Los Angeles)     | Timrå IK (Elitserien)                        |
| 170  | Reid McNeill        | D        | Canada      | Penguins de Pittsburgh                  | Knights de London (LHO)                      |
| 171  | Brooks Macek        | C        | Canada      | Red Wings de Détroit                    | Americans de Tri-City (LHOu)                 |
| 172  | Alex Friesen        | C        | Canada      | Canucks de Vancouver (↔ Phoenix)        | IceDogs de Niagara (LHO)                     |
| 173  | Cédrick Henley      | AG       | Canada      | Sabres de Buffalo                       | Foreurs de Val-d'Or (LHJMQ)                  |
| 174  | Maxime Clermont     | G        | Canada      | Devils du New Jersey                    | Olympiques de Gatineau (LHJMQ)               |
| 175  | Jonathan Iilahti    | G        | Finlande    | Canucks de Vancouver                    | Espoo Blues (SM-Liiga)                       |
| 176  | Samuel Carrier      | D        | Canada      | Capitals de Washington                  | Maineiacs de Lewiston (LHJMQ)                |
| 177  | Kevin Lind          | D        | États-Unis  | Ducks d'Anaheim (↔Ptssburgh → Montréal) | Steel de Chicago (USHL)                      |
| 178  | Mark Stone          | AD       | Canada      | Sénateurs d'Ottawa (↔ San José)         | Wheat Kings de Brandon (LHOu)                |
| 179  | Nicholas Luukko     | D        | États-Unis  | Flyers de Philadelphie                  | École secondaire The Gunnery (USHS)          |
| 180  | Nick Mattson        | D        | États-Unis  | Flyers de Philadelphie (↔ Chicago)      | Ice d'Indiana (USHL)                         |

### 7etour
| Rang | Joueur             | Position | Nationalité | Équipe LNH                                      | Repêché de                                       |
| ---- | ------------------ | -------- | ----------- | ----------------------------------------------- | ------------------------------------------------ |
| 181  | Kristiāns Pelšs    | A        | Lettonie    | Oilers d'Edmonton                               | Dinamo Riga Junior (Ekstraliga)                  |
| 182  | Josh Nicholls      | C        | Canada      | Maple Leafs de Toronto                          | Blades de Saskatoon (LHOu)                       |
| 183  | Ronald (R.J.) Boyd | D        | États-Unis  | Panthers de la Floride                          | Académie Cushing (USHS)                          |
| 184  | Martin Ouellette   | G        | Canada      | Blue Jackets de Columbus                        | École secondaire de Kimball Union (USHS)         |
| 185  | Cody Rosen         | G        | Canada      | Islanders de New York                           | Golden Knights de Clarkson (ECAC)                |
| 186  | Teigan Zahn        | D        | Canada      | Lightning de Tampa Bay                          | Blades de Saskatoon (LHOu)                       |
| 187  | Frederik Andersen  | G        | Danemark    | Hurricanes de la Caroline                       | Frederikshavn White Hawks (AL-Bank Ligaen)       |
| 188  | Lee Moffie         | D        | États-Unis  | Sharks de San José (↔ Atlanta)                  | Wolverines du Michigan (CCHA)                    |
| 189  | Dylen McKinlay     | AD       | Canada      | Wild du Minnesota                               | Bruins de Chilliwack (LHOu)                      |
| 190  | Randy McNaught     | AD       | Canada      | Rangers de New York                             | Blades de Saskatoon (LHOu)                       |
| 191  | Macmillian Carruth | G        | États-Unis  | Blackhawks de Chicago (↔ Dallas)                | Winter Hawks de Portland (LHOu)                  |
| 192  | Brett Perlini      | AD       | Canada      | Blue Jackets de Columbus (↔ Anaheim)            | Spartans de Michigan State (CCHA)                |
| 193  | Patrick Holland    | AD       | Canada      | Flames de Calgary                               | Americans de Tri-City (LHOu)                     |
| 194  | David Elsner       | A        | Allemagne   | Predators de Nashville (↔ Saint-Louis)          | Landshut Cannibals (Bundesliga)                  |
| 195  | Maksim Tchoudinov  | D        | Russie      | Bruins de Boston                                | Severstal Tcherepovets (KHL)                     |
| 196  | Bryce Aneloski     | D        | États-Unis  | Sénateurs d'Ottawa                              | RoughRiders de Cedar Rapids (USHL)               |
| 197  | Luke Moffatt       | C        | États-Unis  | Avalanche du Colorado                           | Équipe des États-Unis des moins de 18 ans (USHL) |
| 198  | Joonas Rask        | C        | Finlande    | Predators de Nashville                          | Ilves Tampere (SM-Liiga)                         |
| 199  | Peter Stoykewych   | D        | Canada      | Thrashers d'Atlanta (↔ Los Angeles)             | Blues de Winnipeg South (LHJM)                   |
| 200  | Christopher Crane  | AD       | États-Unis  | Sharks de San José (↔ Pittsburgh)               | Gamblers de Green Bay (USHL)                     |
| 201  | Benjamin Marshall  | D        | États-Unis  | Red Wings de Détroit                            | École secondaire de Mahtomedi (USHS)             |
| 202  | Kellen Jones       | A        | États-Unis  | Oilers d'Edmonton (↔ Toronto → Phoenix)         | Vipers de Vernon (LHCB)                          |
| 203  | Christian Isackson | AD       | États-Unis  | Sabres de Buffalo                               | École secondaire St. Thomas (USHS)               |
| 204  | Mauro Jörg         | AD       | Suisse      | Devils du New Jersey                            | HC Lugano (LNA)                                  |
| 205  | Sawyer Hannay      | D        | Canada      | Canucks de Vancouver                            | Mooseheads d'Halifax (LHJMQ)                     |
| 206  | Ricard Blidstrand  | D        | Suède       | Flyers de Philadelphie(↔ Caroline → Washington) | AIK IF (Elitserien)                              |
| 207  | John Westin        | AG       | Suède       | Canadiens de Montréal                           | MODO Hockey (Elitserien)                         |
| 208  | Riley Boychuk      | AG       | Canada      | Sabres de Buffalo (↔ San José)                  | Winter Hawks de Portland (LHOu)                  |
| 209  | Brendan Ranford    | AG       | Canada      | Flyers de Philadelphie                          | Blazers de Kamloops (LHOu)                       |
| 210  | Zach Trotman       | D        | États-Unis  | Bruins de Boston (↔ Chicago)                    | Lakers de Lake Superior State (CCHA)             |